# Мала Аняла
Мала Аняла (словац. Malá Aňala) —  канал; впадає в  Мартовський канал, протікає в окрузі Комарно.
Довжина приблизно 3.5-3.7. км. Витік знаходиться в Дунайській рівниині на висоті 108 метрів.. 
Протікає територією села Несвади. 
Впадає у Мартовський канал на висоті 107 метрів.